# Al-Ahly SC (Benghází)
Al-Ahly Sports Cultural & Social Club (النادي الأهلي الرياضي الثقافي الاجتماعي) je fotbalový klub z libyjského města Benghází. Byla založen v roce 1937, od roku 1947 je profesionální. Klubové barvy jsou červená a bílá. Sídlem je Stadion 28. března pro 55 000 diváků.
Klub je účastníkem libyjské fotbalové ligy, kterou vyhrál v letech 1970, 1972, 1975 a 1992. Libyjský fotbalový pohár vyhrál v letech 1985, 1988, 1991 a 1996.
Klub je spojen s hnutím Umara al-Muchtára, politického vůdce Kyrenaiky, a jeho fanoušci pociťují silnou rivalitu vůči týmům z hlavního města Tripolisu. V roce 2000 klub prohrál po sporných výrocích rozhodčího s Al Ahli SC (Tripolis), za který hrál syn prezidenta Muammara Kaddáfího Al-Sádí Kaddáfí. Následovaly protesty a násilnosti, při nichž mj. fanoušci z Benghází navlékli osla do Al-Sádího dresu. Jako odvetu nařídil Kaddáfí armádě, aby zničila sídlo Al-Ahly, mnoho příznivců bylo zatčeno a klub měl až do roku 2005 zastavenou činnost.